# Conspiración judeo-masónico-comunista-internacional

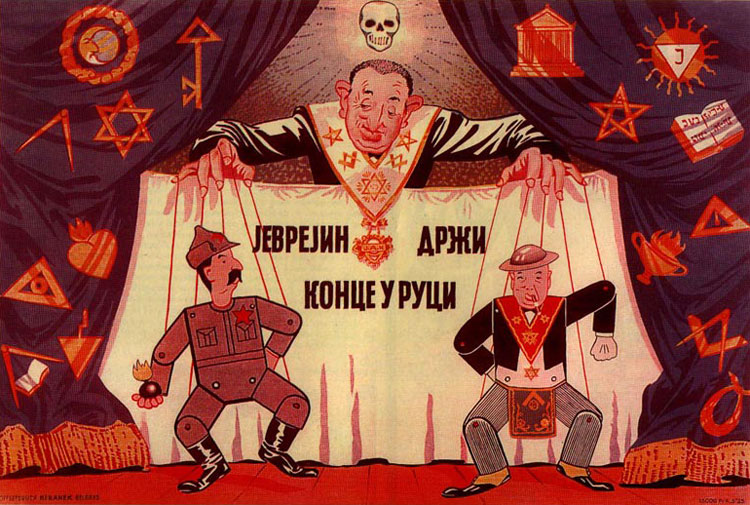
Cartel de la Exposición antimasónica de 1941: el judaísmo controlando al comunismo (Iósif Stalin) y a la masonería (Winston Churchill).

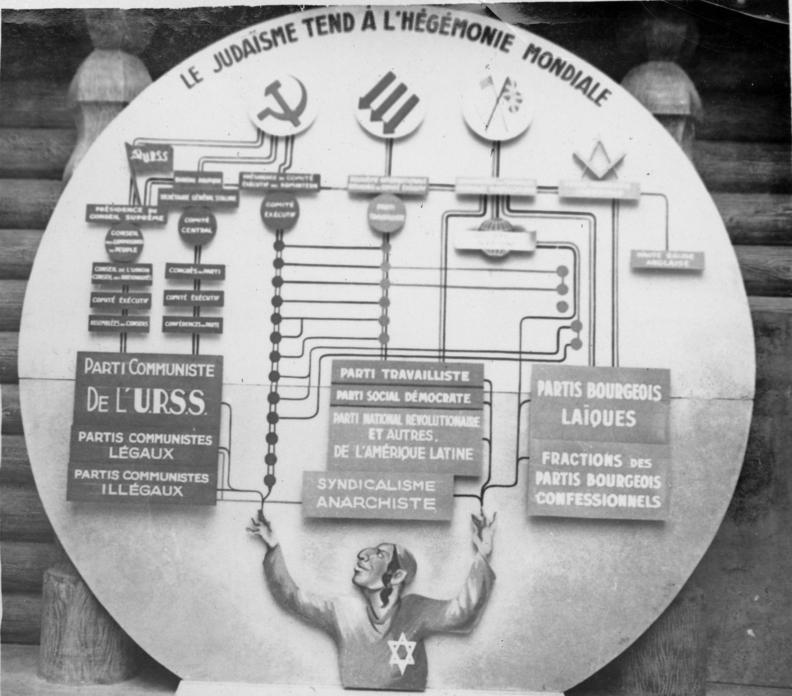
La Exposition Antibolchevique de 1942 denunciaba una conspiración judeo-masónico-comunista-internacional en la Francia ocupada por la Alemania nazi.

Conspiración judeo-masónico-comunista-internacional, a veces denominada conspiración judeo-masónico-marxista-internacional, contubernio judeo-masónico-comunista, es una teoría de conspiración que sostiene la existencia de una supuesta coalición secreta de la que formarían parte los judíos, la masonería y el comunismo, que pretenderían un fin oscuro (de una u otra forma, el dominio del mundo). El término se construye con la adición de la capacidad revolucionaria del comunismo a la tesis del siglo XIX de la conspiración judeomasónica o de la fusión de esa tesis con la del siglo XX del judeo-bolchevismo.
En la época contemporánea, esta conspiración es y ha sido ampliamente utilizada como instrumento político por grupos conservadores, ultracatólicos, reaccionarios, supremacistas blancos y fascistas para denunciar a la izquierda, pero también a la derecha política.

## Precedentes

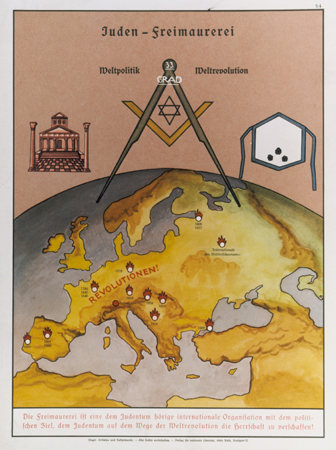
Propaganda alemana de 1935 denunciando la acción de la judeo-masonería en varias revoluciones europeas: Revolución francesa, Revolución rusa de 1905, los Jóvenes Turcos, Revolución del 5 de octubre de 1910, Atentado de Sarajevo, Revolución rusa de 1917, Revolución de Noviembre, República Soviética de Baviera, República Soviética Húngara, Revuelta de julio de 1927, Proclamación de la Segunda República Española.

Desde la Edad Media se puede rastrear la existencia de antisemitismo, vinculado en sociedades sin sistema capitalista desarrollado a un amplio conjunto de prejuicios ideológicos, principalmente al desprecio por las actividades que, independientemente de su función económica, la Iglesia definía como usura (préstamo con interés). En cambio, estos destacaban en aquellas, dado que su condición les impedía generalmente el acceso a otro tipo de ocupaciones (aunque algunos de los judíos europeos eran campesinos y realizaban distintos oficios manuales e intelectuales). Puede que la manipulación de este prejuicio fuera una útil forma de desviar conflictos sociales (el descontento de los no privilegiados en coyunturas críticas) utilizando a los judíos como chivo expiatorio. A ellos se atribuían todo tipo de malas intenciones (originar la peste, secuestrar y matar ritualmente niños y profanar los sacramentos, como en el caso del Santo Niño de La Guardia).
Pero desde la divulgación de los Protocolos de los Sabios de Sion, estas teorías conspirativas se fueron haciendo cada vez más complejas. El hecho de que Karl Marx naciera en una familia de origen judío, junto a la procedencia judía de destacados líderes comunistas, permitió añadir a la conspiración a los movimientos obreros, participantes de su ideología.
La masonería había sido objeto de condenas papales desde el siglo XVIII (véase condenas religiosas de la masonería), y su papel en la gestación de las denominadas revoluciones liberales, sobre todo las de los primeros ciclos (Independencia de los Estados Unidos, Revolución francesa, revoluciones de 1820), era objeto de controversia. Su condición de sociedad secreta excitaba la imaginación, propicia a todo tipo de fantasías en la época romántica.

## El Caso Dreyfus y la Action Française

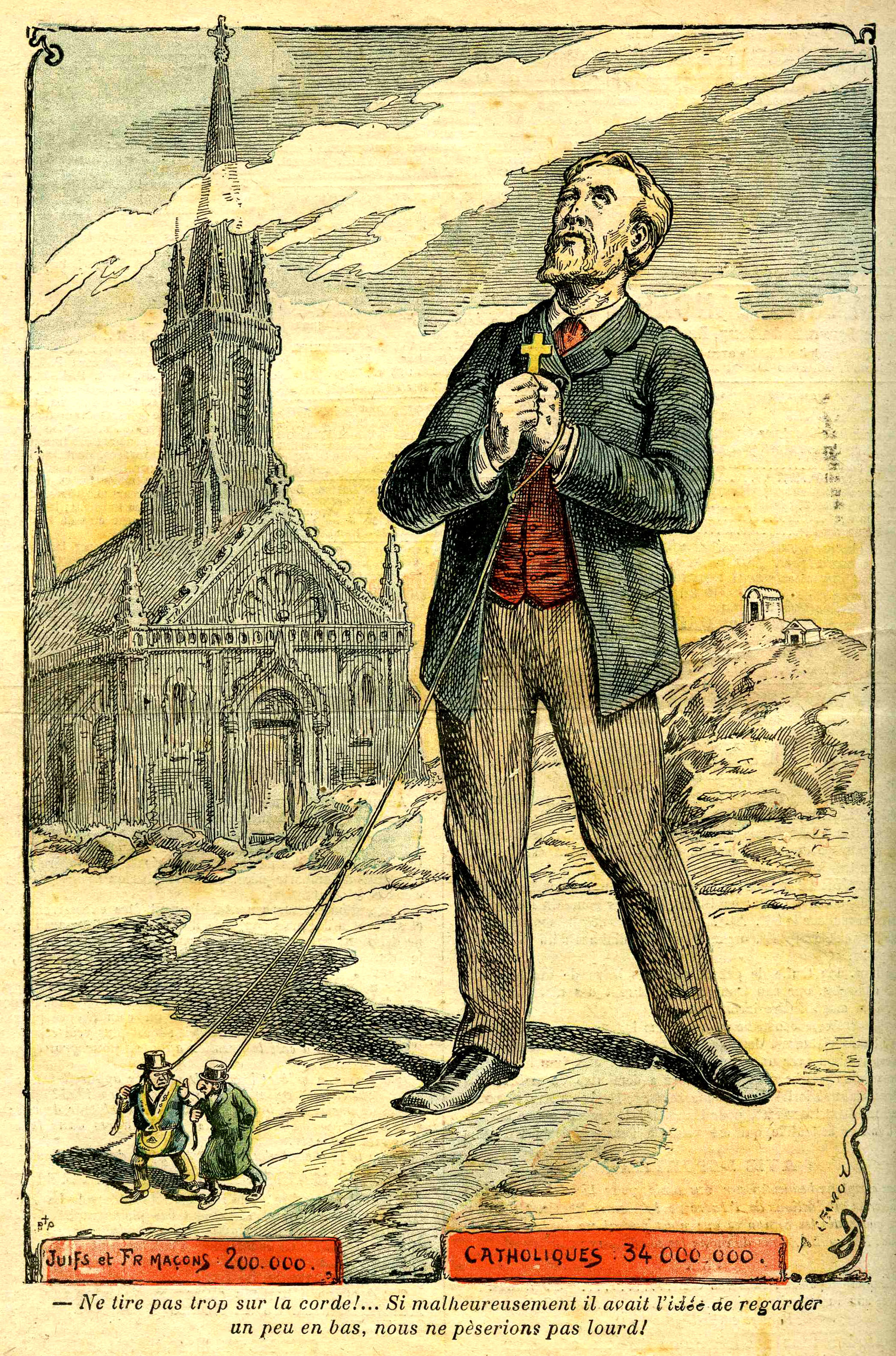
La Francia católica conducida por judíos y masones (judeo-masonería), dibujo de Achille Lemot para el periódico Le Pèlerin, 31 de agosto de 1902.

A finales del siglo XIX, el Caso Dreyfus suscitó en la Tercera República Francesa la división enconada de la opinión pública y los grupos políticos e intelectuales. Particularmente, grupos reaccionarios monárquicos y ultracatólicos como la Action Française (Acción Francesa) de Charles Maurras y otros (véase Historia de la extrema derecha en Francia) comenzaron a estigmatizar como elementos antifranceses a judíos, izquierdistas y masones, presentándolos en connivencia con potencias extranjeras (en ese caso Alemania). Quedó demostrada la capacidad movilizadora de estas ideas en una sociedad industrial, gracias en buena medida a su amplificación y difusión por los medios de comunicación (en ese momento la prensa, a la que se añadirá el cine y la radio en el primer tercio del siglo XX). Fue inmediata la extensión a otros países europeos de argumentos y técnicas políticas y sociales similares, adaptando el enemigo exterior y los rasgos de la personalidad nacional a defender a las circunstancias locales de cada caso.

## La conspiración en España

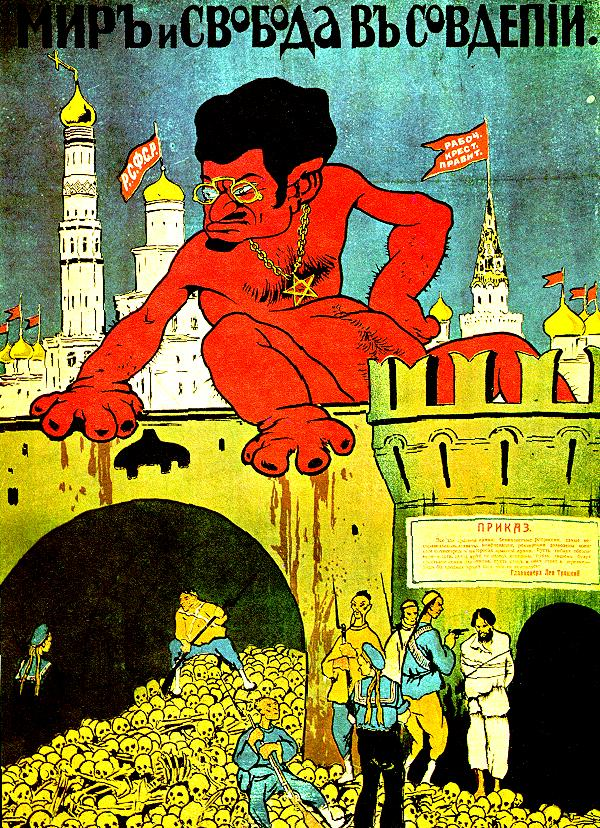
Propaganda anticomunista del Movimiento Blanco ruso, con una caricatura de León Trotski como un demonio llevando una estrella roja y la mención «Paz y libertad en la Rusia soviética».

En particular, en la España de la primera mitad del siglo XX era un lugar común del pensamiento reaccionario referirse a esa conspiración como la responsable de la decadencia española desde, al menos, el tiempo de Felipe II. La Monarquía católica de los Habsburgo sería el enemigo a batir por parte de elementos de muy diversa procedencia, algunos de ellos los judíos sefardíes expulsados de España por los Reyes Católicos y sus descendientes, enriquecidos por la usura, que habrían conectado con los rebeldes holandeses (Guillermo de Orange) y otros enemigos del catolicismo y del Imperio español, que sería su más firme defensor (Luz de Trento, martillo de herejes). Tales habrían sido los responsables del aparato de propaganda antiespañola que se denominó Leyenda Negra. El hecho de que entre los protestantes (Lutero en particular) el antisemitismo sea incluso más fuerte que entre los católicos, no parece ser suficiente contradicción para la teoría.
De ese ambiente intelectual participó Francisco Franco, que manifestaba en sus discursos un odio especial a la masonería, en la que habría intentado ingresar sin conseguirlo. Otras fuentes también destacan la situación familiar de Franco, hijo de un militar de la Marina Española que no puede continuar esa tradición por culpa de la reducción de efectivos debida a la desaparición del Imperio en el Desastre de 1898. Los vencedores, Estados Unidos (que más tarde serían paradójicamente el principal sostén de Franco) son vistos como una potencia infernal, protectora de toda clase de sectas heréticas, dominada por la avaricia del capitalismo de origen judío (sin extrañarse de la contradicción capitalismo-comunismo) y por los periódicos manipulados por los judíos. El éxito de su hermano Ramón Franco, el aviador que consiguió cruzar el Atlántico, conocido por su ideología progresista y pertenencia a la masonería, habría acentuado en Francisco Franco, según estas fuentes, la sensación de inferioridad. Obligado a conformarse con ingresar en el Ejército de Tierra, logró una brillante carrera en el ejército colonial de África.
La expresión no es una maledicencia de sus enemigos, se recoge también en medios afines al franquismo. En esa misma página biográfica sobre Franco se reproduce esta interpretación del Desastre del 98, extraída del «Anecdotario» del propio Francisco Franco (bajo el pseudónimo Jaime de Andrade) para el guion de Raza, película dirigida por José Luis Sáez de Heredia:

En Filipinas, el extranjero fomenta perturbaciones. La masonería lo invade todo. En Cuba, los insurrectos tienen protecciones poderosas; las mismas logias, pero una gran nación detrás.

Abandonados el Ejército y la Marina por España; prisioneros de España. Yo he leído en el Estado Mayor del Capitán General de la Isla cartas que destilaban sangre. El Gobierno no quiere aventuras; hay que contemporizar. No se pueden enviar más hombres. La guerra no es popular.

Uno de los oficiales presentes interrumpe: «¿Qué han hecho para que lo sea? ¡Cuánta vergüenza!». Y el jefe de Estado Mayor sentencia: «Al final, sin armas, sin efectivos, sin política exterior, aislados del mundo, tendremos la culpa los militares.
Francisco Franco (bajo el seudónimo de Jaime de Andrade)

En el ambiente militar se acerca a las publicaciones anticomunistas que se editaban en Francia (por las «ligas» de extrema derecha como Action Française, Solidarité Française o Le Faisceau) y se adhiere en mayo de 1934 a la Entente Internacional Anticomunista, con una carta en la que expresa su deseo de «cooperar, en nuestro país, a vuestro gran esfuerzo».
Su ascenso hasta la jefatura del bando sublevado en la guerra civil española le permitió concentrar la represión en aquellos que percibía como antiespañoles: masones e izquierdistas, rasgos que veía en la totalidad de los defensores de la República. De la obsesión personal de Franco con la masonería queda, como evidencia física, la reconstrucción que ordenó hacer en el Archivo General de la Guerra Civil de Salamanca, junto a los papeles incautados, de una sala donde se reprodujera toda la parafernalia decorativa de una logia masónica, acumulando una serie de objetos destinados, directamente, a asustar y producir horror por su excesiva crueldad o dramatismo. Se trataba de elementos distorsionados y maniquís vestidos en forma inexistente en la masonería para dar una imagen negativa de la misma tal como quería el franquismo. 
Los difíciles años cuarenta, primero con la Segunda Guerra Mundial (en la que quedaron claras tanto las simpatías del régimen franquista por Alemania e Italia como la habilidad de mantener un equilibrio necesario ante los aliados, que desde 1942 se ven como vencedores), y luego con el aislamiento internacional de la posguerra, produjeron unos memorables discursos públicos de Franco, en los que, además de referirse a la pertinaz sequía, se prodigaba en referencias a la «conspiración judeomasónica» como culpable de todos los males de España. No obstante, algunas actuaciones en favor de judíos de origen sefardí durante la guerra (el diplomático Ángel Sanz Briz) permitía al Régimen no presentarse como racista. De hecho, ese extremo fue importante para que el nacionalcatolicismo dominante integrara el discurso de la conspiración sin mayores problemas. La «raza española» no pasará de ser un concepto retórico, que se definía precisamente por la extensión de la fe católica que favoreció el mestizaje en América.
El posterior acercamiento a los Estados Unidos puso en sordina toda esa retórica junto con el resto de referencias fascistas demasiado explícitas, que a pesar de todo no desaparecieron completamente hasta el final del franquismo. En su última intervención pública, en la Plaza de Oriente el 1 de octubre de 1975, ante una manifestación convocada para demostrar el mantenimiento del apoyo popular a su régimen, duramente criticado en el exterior por los últimos fusilamientos, volvió a utilizar el recurso de atribuir el problema a una conspiración masónico-izquierdista de la clase política, en contubernio con la subversión terrorista-comunista en lo social.

## Teoría de la conspiración renovada

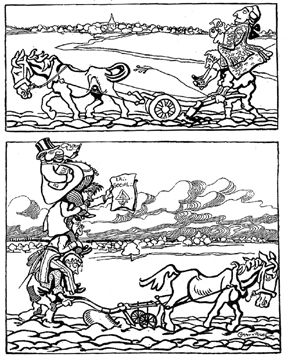
La Revolución francesa: antes y después, caricatura del dibujante francés Caran d'Ache publicada en 1898, en pleno caso Dreyfus y al mismo tiempo que se funda Action Française. Aunque el Antiguo Régimen tampoco aparece como idílico, se muestra la situación contemporánea como un aumento de la opresión, que las mejoras técnicas (obsérvese la vertedera del arado) no alivian, y a la que contribuyen el capitalismo financiero (el banquero con su sombrero de copa y su cartera), el masón, con su escuadra y plomada, y el judío, con su nariz curva (referencia a la judeo-masonería). Para la adición del comunismo internacional habrá que esperar a la Revolución de Octubre y a los rusos blancos exiliados.

En fechas recientes siguen buscándose las relaciones ocultas que pueden considerarse renovaciones de la antigua teoría de la conspiración, aunque no suelen ser con una retahíla de miembros tan completa como la característica del primer franquismo. El antisemitismo ha adquirido un impulso en algunos lugares, como la Rusia postsoviética, donde puede reencontrar su tradicional función de chivo expiatorio (el partido de Vladímir Zhirinovski es anticomunista y antijudío). La generalización del miedo al terrorismo (es el miedo la emoción que, manipulada, puede conducir al totalitarismo) tiene en el comienzo del siglo XXI un rostro islámico, pero quizá no es suficiente para algunos. En cuanto a la masonería, no ha dejado de proporcionar tema para literatura histórica más o menos proclive a buscar interpretaciones ocultas.

## En la cultura popular
- La novela histórica de Umberto Eco El cementerio de Praga (2010, de aparición simultánea a la del escándalo Wikileaks y que ha sido objeto de alguna polémica) tiene como tema central la gestación de documentos falsificados que van paulatinamente añadiendo los diferentes elementos de la conspiración como respuesta a diversos intereses y en distintos países a lo largo del siglo XIX, e inspirándose en diferentes anécdotas biográficas u obras literarias de personajes imaginarios o reales (Augustin Barruel, Maurice Joly, Eugenio Sue, Alejandro Dumas, Sigmund Freud, etc.)[14]
- El libro Sinfonía en rojo mayor presenta una teoría de conspiración sobre la interrogación de Christian Rakovski en 1938 durante la Gran Purga por José Landowski, quien asistió, de manera presunta, en calidad de médico. Rakovski hace referencia a una conspiración judeo-masónico-comunista-internacional.[15]
- La letra de la canción «Konspiración» de Seguridad Social hace una sátira de esta expresión («Konspiración-judeo-amazónica-integrista en contubernio con el terrorismo rojo»)